# Mus phillipsi
Mus phillipsi is een knaagdier uit het geslacht Mus dat voorkomt in Zuid- en West-India. Deze soort heeft een witte buikvacht. Het is een miniatuurversie van Mus platythrix. Vrouwtjes hebben 3+2=10 mammae. De kop-romplengte bedraagt gemiddeld 73,5 mm, de staartlengte 58,5 mm, de achtervoetlengte 15,00 mm, de schedellengte 22,37 mm en het gewicht 12,3 g. In het Latijn betekent de naam Mus phillipsi "muis van Phillips".